# Orchestre symphonique de la Chapelle de l'État russe
L'Orchestre symphonique de l'État russe est un orchestre symphonique russe basé à Moscou.

## Historique
L'Orchestre symphonique de l'État russe est né de la fusion en 1991 de
l'Orchestre symphonique d'État du ministère de la Culture de l'URSS (en russe : Государственный Симфонический Оркестр Министерства Культуры СССР) — orchestre officiel du ministère de la Culture de l'URSS — et du Chœur du ministère de la Culture de l'URSS.

## Chefs principaux
- Valeri Polianski (depuis 1992)
- Guennadi Rojdestvenski (1981–1992)
- Maxime Chostakovitch (1971–1981)
- Iouri Aronovitch (1964–1971)
- Samuel Samossoud (1957–1964)

## Musiciens notoires ayant collaboré avec cet orchestre
- Viktoria Postnikova (piano)